# Jim Thorpe Award
Der Jim Thorpe Award ist eine Auszeichnung für den besten Defensive Back (Rückraumverteidiger) im amerikanischen College Football. Er ist nach dem Sportler Jim Thorpe benannt und wird seit 1986 jährlich durch die Jim Thorpe Association verliehen.

## Preisträger
| Jahr | Spieler          | Universität    |
| ---- | ---------------- | -------------- |
| 1986 | Thomas Everett   | Baylor         |
| 1987 | Bennie Blades    | Miami          |
| 1987 | Rickey Dixon     | Oklahoma       |
| 1988 | Deion Sanders    | Florida State  |
| 1989 | Mark Carrier     | USC            |
| 1990 | Darryll Lewis    | Arizona        |
| 1991 | Terrell Buckley  | Florida State  |
| 1992 | Deon Figures     | Colorado       |
| 1993 | Antonio Langham  | Alabama        |
| 1994 | Chris Hudson     | Colorado       |
| 1995 | Greg Meyers      | Colorado State |
| 1996 | Lawrence Wright  | Florida        |
| 1997 | Charles Woodson  | Michigan       |
| 1998 | Antoine Winfield | Ohio State     |
| 1999 | Tyrone Carter    | Minnesota      |
| 2000 | Jamar Fletcher   | Wisconsin      |
| 2001 | Roy Williams     | Oklahoma       |
| 2002 | Terence Newman   | Kansas State   |
| 2003 | Derrick Strait   | Oklahoma       |

| Jahr | Spieler                   | Universität       |
| ---- | ------------------------- | ----------------- |
| 2004 | Carlos Rogers             | Auburn            |
| 2005 | Michael Huff              | Texas             |
| 2006 | Aaron Ross                | Texas             |
| 2007 | Antoine Cason             | Arizona           |
| 2008 | Malcolm Jenkins           | Ohio State        |
| 2009 | Eric Berry                | Tennessee         |
| 2010 | Patrick Peterson          | LSU               |
| 2011 | Morris Claiborne          | LSU               |
| 2012 | Johnathan Banks           | Mississippi State |
| 2013 | Darqueze Dennard          | Michigan State    |
| 2014 | Gerod Holliman            | Louisville        |
| 2015 | Desmond King              | Iowa              |
| 2016 | Adoree’ Jackson           | USC               |
| 2017 | Minkah Fitzpatrick        | Alabama           |
| 2018 | DeAndre Baker             | Georgia           |
| 2019 | Grant Delpit              | LSU               |
| 2020 | Trevon Moehrig            | TCU               |
| 2021 | Coby Bryant               | Cincinnati        |
| 2022 | Tre'Vius Hodges-Tomlinson | TCU               |